# Кайё Мару
«Кайё Мару» (яп. 開陽丸) — один из первых современных военных боевых кораблей Японии, фрегат, имевший как паровой двигатель, так и паруса. Он был построен в Нидерландах и принимал участие в войне Босин как часть военно-морского флота сёгуната Токугава, а затем в составе военно-морского флота Республики Эдзо. Затонул 15 ноября 1868 года у Эсаси, Хоккайдо, Япония.

## История
Корабль был заказан в 1863 году и построен на верфи «Корнелис Гипс и сыновья» в Дордрехте, Нидерланды, а спущен на воду в октябре 1866 г. Его строительство контролировалось японской военной миссией под руководством Утиды Масао и Акамацу Нориеси. На тот момент являлся крупнейшим деревянным судном, построенным в Голландии (он был 240 футов (73 м) в длину). Его строительство обошлось сёгуну в 831 200 гульденов. Прибыл в Японию в 1867 году, незадолго до начала войны Босин.
Осенью 1868 года Кайё Мару был одним из семи кораблей, которые перевезли на остров Хоккайдо верные сёгуну войска и французского военного советника Жюля Брюне. Там они основали республику Эдзо и обратились к императору с просьбой сохранить на этом острове традиции самураев. В просьбе было отказано. Вскоре на Хоккайдо высадились 7000 имперских солдат, и после поражения в битве при Хакодатэ республика Эдзо перестала существовать.
В январе 1868 года «Кайо Мару» участвовал в морском сражении при Ава около Авадзи (остров, где он, «Банрю Мару» и «Хазуру Мару» сражались против «Касуга Мару», «Хо Мару» и «Хейун Мару» флота Сацума. Во время битвы «Хо Мару» был потоплен.
В конце января 1868 года «Кайе Мару», «Канрин Мару», «Хоо Мару» и пять других современных кораблей отправились на Хоккайдо под командованием адмирала Эномото Такеаки. С ними была горстка французских военных советников и их лидер Жюль Брюне. Находясь на Хоккайдо, они вошли в состав военно-морского флота недолговечной республики Эдзо, основанной Эномото Такеаки. «Кайо Мару» стал флагманом военно-морского флота республики Эдзо, но вскоре потерпел крушение у Эсаси, Хоккайдо, Япония, во время шторма 15 ноября 1868 года. Пароход «Синсоку» предпринял попытку спасения, но он тоже затонул.

## Память
В 1974 году, более чем через 100 лет после затопления, в гавани Эсаси было подтверждено существование судна «Кайё Мару». В последующем 1975 году было проведено одно из первых в Японии полномасштабных исследований подводных останков кораблей. В общей сложности было спасено около 30 000 артефактов, включая корабельное оборудование, оружие и предметы быта.
В Мемориальном музее «Кайё Мару», который был воссоздан в полном масштабе, представлены панели, повествующие об истории вокруг «Кайё Мару», а также около 3 000 спасенных предметов.

## Спасение
Ружья и корабельные чандлеры[что?] «Кайё-Мару» были обнаружены на морском дне 14 августа 1968 года подводной лодкой «Ёмиури-Го». Другие останки были обнаружены, но финансирование проекта предотвратило спасение в то время, однако несколько предметов были в 1969 году. Погружения были проведены в августе 1974 года, что подтвердило необходимость экскавации обширных останков. Полномасштабное выведение с глубины 15 м началось в июне 1975 года. Спасение частей, расположенных в открытом море, было завершено за семь лет. Внутренние части были замедлены плохой видимостью. К 1985 году расходы на спасение составили более 3 млн иен. Опреснение артефактов началось после восстановления. В 1990 году был построен а Каийо Мару. Сейчас она выставлена на выставке в городе Эсаси и стала туристической, показывающей спасенные останки первоначального корабля.

### Книги
- Black; John Reddie. Young Japan: Yokohama and Yedo (неопр.). — Trubner & Company, 1881. — ISBN 9781354805008.
- Blussé, Leonard; Remmelink, Willem; Smits, Ivo. Bridging the Divide: 400 Years, the Netherlands–Japan (англ.). — Leiden: Hotei Publishing, 2000. — ISBN 978-9074822244.
- Catharinus, Johannes Lijdius; Meerdervoort, Pompe van; Pino, E.; Bowers, John Z. Doctor on Desima: Selected Chapters from J.L.C. Pompe van Meerdervoort's Vijf Jaren in Japan [Five Years in Japan] (англ.). — 41st. — Sophia University, 1970. — P. 62.
- Fogel, Joshua; Reischauer, Edwin O.; Rapoport, Mitchell. Japan '79: A New York Times Survey (неопр.). — New York: Arno Press, 1979. — ISBN 9780405117534.
- Irish; Ann B. Hokkaido: A History of Ethnic Transition and Development on Japan's Northern Island (англ.). — Jefferson, N.C.: McFarland & Co., 2009. — ISBN 9780786454655.
- Keene; Donald. Emperor of Japan Meiji and His World, 1852–1912 (англ.). — New York: Columbia University Press, 2010. — ISBN 9780231518116.
- Morris; J. Makers of Japan (неопр.). — Methuen & Company, 1906. — ISBN 9781290943482.
- Marr; John C. The Kuroshio: A Symposium on the Japan Current (англ.). — Honolulu: East-West Center Press, 1970. — ISBN 9780824800901.
- Otterspeer; Willem. Leiden Oriental Connections 1850–1940 (неопр.). — Leiden: Brill, 1989. — ISBN 90-04-09022-3.
- Torimoto; Ikuko. Okina Kyuin and the Politics of Early Japanese Immigration to the United States, 1868–1924 (англ.). — McFarland, 2016. — ISBN 9781476627342.

## Ссылки

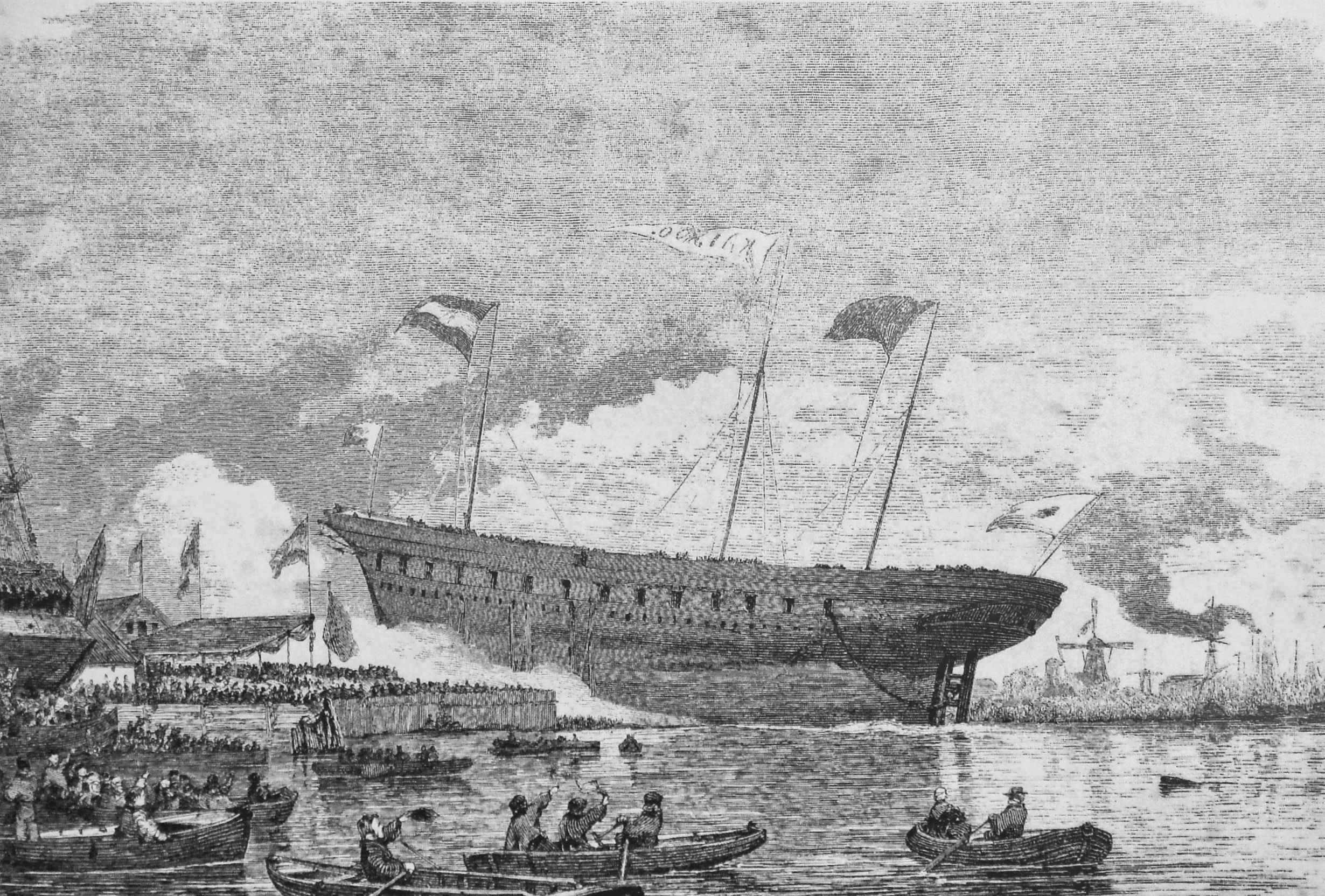
Спуск на воду Кайё Мару Дордрехт, Нидерланды, 1865 год

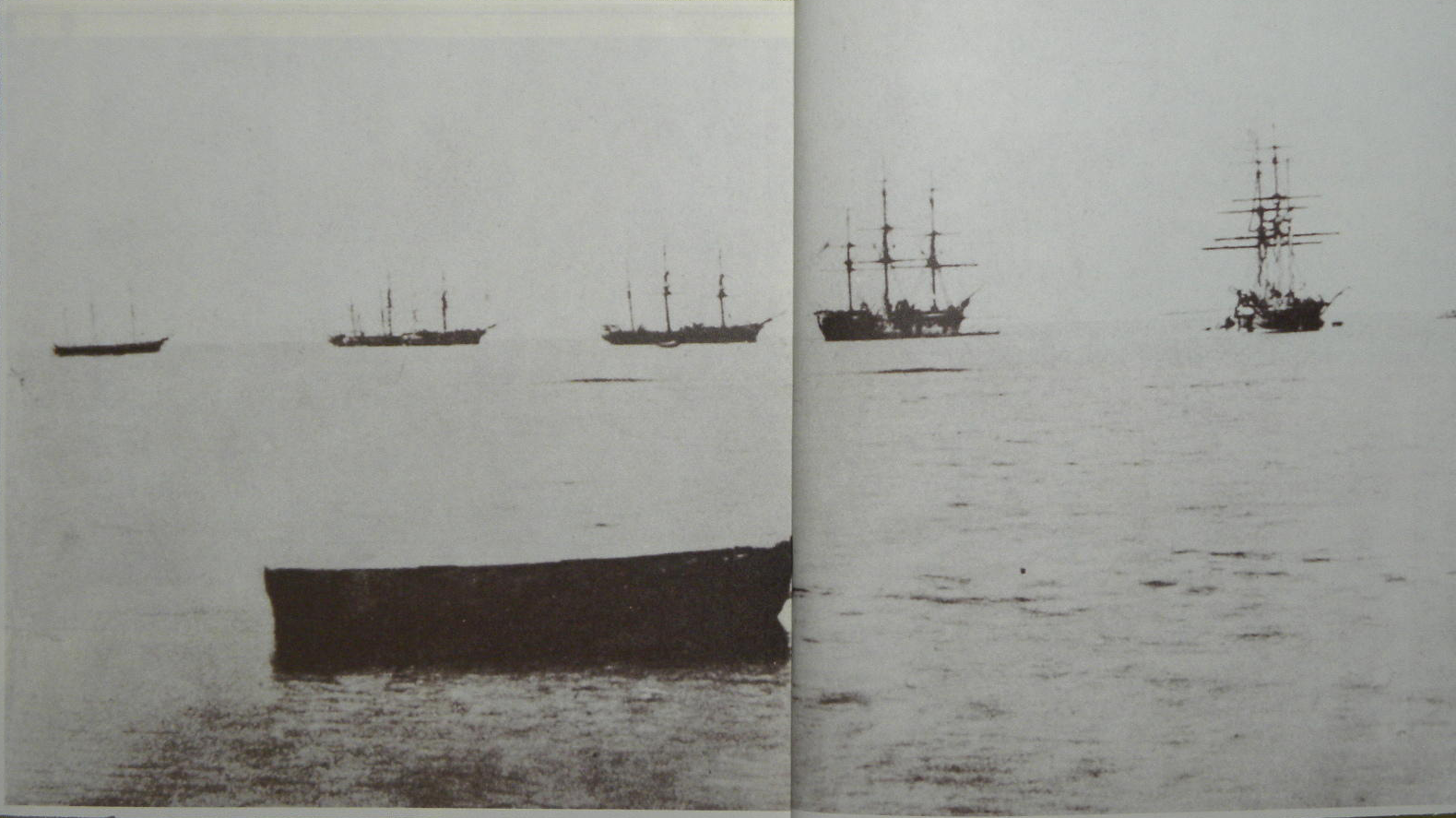
Часть флота Эномото Такэаки в Синагаве, 1868 год. Каиё Мару второй справа.

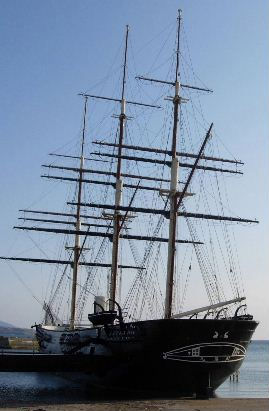
Современная копия Каиё Мару в Эсаси

### Журналы
- Araki, S. Ruins on the ocean floor (Salvaging the Kaiyo Maru) (англ.) // In: Mitchell, CT (ed). Diving for Science…1985. : journal. — Proceedings of the Joint American Academy of Underwater Sciences[англ.] and Confederation Mondiale des Activités Subaquatiques annual scientific diving symposium 31 October – 3 November 1985 La Jolla, California, USA, 1985.